# Harrison Barnes
Pour les articles homonymes, voir Barnes.
Harrison Barnes, né le 30 mai 1992 à Ames dans l'Iowa, est un joueur américain de basket-ball. Il mesure 2,01 m, et évolue aux postes d'ailier et d'ailier fort.

## Biographie

### Carrière universitaire
En mars 2010, Barnes obtient le Morgan Wootten Award, un prix récompensant le meilleur joueur de lycée du pays. Le 10 avril 2010, Barnes participe au Nike Hoop Summit au Rose Garden où il marque 27 points. Il joue ensuite dans le McDonald's All-American Team pour la sélection ouest qui remporte le match 107 à 104. Avec 18 points, Barnes est nommé meilleur joueur de l'ouest (Jared Sullinger est le meilleur joueur de l'est). Barnes s'illustre ensuite à la Jordan Brand Classic où il remporte encore le titre de meilleur joueur, conjointement avec Kyrie Irving.
Barnes choisit de faire sa carrière universitaire avec les Tar Heels de l'université de Caroline du Nord entraînés par Roy Williams. Après sa première saison (2010-2011), Barnes est nommé meilleur joueur de première année (freshman) de l'Atlantic Coast Conference. Bien classé dans les prévisions pour la Draft 2011 de la NBA, Barnes choisit toutefois de rester au niveau universitaire.
Pour sa saison 2011-2012, Barnes est élu dans la première équipe de l'ACC et dans la seconde équipe All-American.
Le 29 mars 2012, Barnes annonce qu'il se présente à la Draft de la NBA avec Tyler Zeller, Kendall Marshall et John Henson. Il participe à des work-out avec quatre équipes : les Cavaliers de Cleveland, les Bobcats de Charlotte, les Wizards de Washington et les Raptors de Toronto.

### Carrière NBA

#### Warriors de Golden State (2012-2016)

##### Saison 2012-2013: l'année de rookie
Il est sélectionné en septième position lors de la draft 2012 par les Warriors de Golden State.
Son entraîneur Mark Jackson dit que Barnes est capable de défendre sur les cinq postes différents adverses.
Lors du match 4 du second tour des playoffs NBA, le 12 mai, Barnes termine avec 26 points et 10 rebonds.
Le 14 mai, Barnes est nommé dans le premier cinq des rookie, dont les quatre autres membres sont Damian Lillard, Anthony Davis, Bradley Beal et Dion Waiters. Il est placé sixième dans les votes pour le meilleur rookie de l'année, à égalité avec Chris Copeland (avec huit points).

##### Saison 2013-2014: un rôle de sixième homme
Avec l'arrivée d'Andre Iguodala, Barnes commence la saison en tant que remplaçant. Il participe de nouveau au BBVA Compass Rising Stars Challenge. Il est choisi en tant que titulaire dans l'équipe Hill. Barnes termine le match avec 16 points, 3 rebonds, 3 passes et 2 interceptions en 23 minutes et contribue à la victoire de son équipe.
Le 16 avril 2014, Barnes établit son record de points en carrière avec 30 unités contre les Nuggets de Denver lors du dernier match de la saison des Warriors. Les Warriors terminent la saison avec un bilan de 51 victoires et 31 défaites, à la sixième place de la conférence ouest mais ils perdent au premier tour des playoffs 4 matches à 3 contre les Clippers de Los Angeles.

##### Saison 2014-2015: l'année du titre
Avec l'arrivée du nouvel entraîneur Steve Kerr, Barnes est de nouveau titularisé et a un impact immédiat. Le 18 mars 2015, il réalise son meilleur match de la saison en marquant 25 points lors de la victoire 114 à 95 contre les Hawks d'Atlanta. Le 2 avril, il marque le panier de la victoire à quelques secondes de la fin du match et permet aux Warriors de battre les Suns de Phoenix 107 à 106.
Lors des playoffs 2015, Barnes réalise de bonnes performances lors du second tour contre les Grizzlies de Memphis. Il tourne à 12,8 points par match, en tirant à 54,4 %, une performance saluée par de nombreux connaisseurs du basket-ball en raison de la bonne réputation défensive des Grizzlies. Lors des matches 4, 5 et 6, Barnes reçoit davantage le ballon pour prendre les tirs importants en fin de match. Quand les Warriors perdent de plus de 10 points (23 à 12) dans le premier quart-temps du match 5, Barnes marque sept des douze points de son équipe et est suivi par son coéquipier Stephen Curry qui permet aux Warriors de terminer en tête à la fin de ce quart-temps 26 à 25. Le 27 mai, dans le match 5 de la finale de la conférence ouest, Barnes marque 24 points et permet à son équipe d'accéder à la finale, pour la première fois en 40 ans. Barnes remporte son premier titre NBA avec les Warriors de Golden State après avoir battu les Cavaliers de Cleveland en six matches.

##### Saison 2015-2016: le record du nombre de victoires
Barnes aide les Warriors à commencer leur saison avec un bilan de 17 victoires sans aucune défaite avant de se faire une entorse à la cheville gauche qui l'écarte des parquets durant 16 matches. Le 4 janvier, il fait son retour contre les Hornets de Charlotte en marquant huit points en tant que remplaçant dans la victoire 111 à 101.

#### Mavericks de Dallas (2016-2019)
Le 9 juillet 2016, Barnes signe un contrat de 94 millions de dollars sur quatre ans avec les Mavericks de Dallas. Il fait ses débuts sous son nouveau maillot lors du match d'ouverture de la saison le 26 octobre durant lequel il marque 19 points et prend neuf rebonds dans la défaite des siens 130 à 121 après prolongation chez les Pacers de l'Indiana. Deux jours plus tard, il bat son record de points en carrière avec 31 unités lors de la défaite 106 à 98 chez les Rockets de Houston. Il bat ce record le 6 novembre, en marquant 34 points lors de la victoire 96 à 75 après prolongation contre les Bucks de Milwaukee.

#### Kings de Sacramento (2019-2024)
Le 6 février 2019, il est envoyé aux Kings de Sacramento en échange de Zach Randolph et Justin Jackson.
À l'intersaison, il re-signe avec les Kings pour un contrat de 85 millions de dollars sur quatre ans. Il prolonge à nouveau à l'été 2023 avec les Kings pour un contrat de 54 millions de dollars sur trois ans.

#### Spurs de San Antonio (depuis 2024)
En juillet 2024, il est transféré vers les Spurs de San Antonio dans un échange en triangle.

## Palmarès

### En club
- Champion NBA avec les Warriors de Golden State en 2015

### Distinctions personnelles
- NBA All-Rookie First Team (2013)
- Second-team All-American – NABC (2012)
- First-team All-ACC (2012)
- Second-team All-ACC (2011)
- ACC Rookie of the Year (2011)
- ACC All-Freshman team (2011)
- Mr. Basketball USA (2010)
- McDonald's All-American Game Co-MVP (2010)

### En sélection nationale
- Médaille d'or aux Jeux olympiques de 2016.

## Statistiques

### Universitaires
| Saison    | Équipe           | Matchs | Titul. | Min./m | % Tir | % 3pts | % LF | Rbds/m. | Pass/m. | Int/m. | Ctr/m. | Pts/m. |
| --------- | ---------------- | ------ | ------ | ------ | ----- | ------ | ---- | ------- | ------- | ------ | ------ | ------ |
| 2010-2011 | Caroline du Nord | 37     | 36     | 29,4   | 42,1  | 34,4   | 75,4 | 5,84    | 1,43    | 0,73   | 0,43   | 15,68  |
| 2011-2012 | Caroline du Nord | 38     | 37     | 29,2   | 44,0  | 35,8   | 72,3 | 5,21    | 1,13    | 1,08   | 0,34   | 17,05  |
| Carrière  | Carrière         | 75     | 73     | 29,3   | 43,0  | 34,9   | 73,5 | 5,52    | 1,28    | 0,91   | 0,39   | 16,37  |

### Professionnelles

#### Saison régulière
| Saison    | Équipe       | Matchs | Titul. | Min./m | % Tir | % 3pts | % LF | Rbds/m. | Pass/m. | Int/m. | Ctr/m. | Pts/m. |
| --------- | ------------ | ------ | ------ | ------ | ----- | ------ | ---- | ------- | ------- | ------ | ------ | ------ |
| 2012-2013 | Golden State | 81     | 81     | 25,4   | 43,9  | 35,9   | 75,8 | 4,11    | 1,21    | 0,64   | 0,17   | 9,23   |
| 2013-2014 | Golden State | 78     | 24     | 28,3   | 39,9  | 34,7   | 71,8 | 3,99    | 1,49    | 0,83   | 0,26   | 9,46   |
| 2014-2015 | Golden State | 82     | 82     | 28,3   | 48,2  | 40,5   | 72,0 | 5,52    | 1,41    | 0,74   | 0,23   | 10,09  |
| 2015-2016 | Golden State | 66     | 59     | 30,9   | 46,6  | 38,3   | 76,1 | 4,92    | 1,77    | 0,62   | 0,15   | 11,73  |
| 2016-2017 | Dallas       | 79     | 79     | 35,5   | 46,8  | 35,1   | 86,1 | 5,00    | 1,50    | 0,80   | 0,20   | 19,20  |
| 2017-2018 | Dallas       | 77     | 77     | 34,2   | 44,5  | 35,7   | 82,7 | 6,10    | 2,00    | 0,60   | 0,20   | 18,90  |
| 2018-2019 | Dallas       | 49     | 49     | 32,3   | 40,4  | 38,9   | 83,3 | 4,20    | 1,30    | 0,70   | 0,20   | 17,70  |
| 2018-2019 | Sacramento   | 28     | 28     | 33,9   | 45,5  | 40,8   | 80,0 | 5,50    | 1,90    | 0,60   | 0,10   | 14,30  |
| 2019-2020 | Sacramento   | 72     | 72     | 34,5   | 46,0  | 38,1   | 80,1 | 4,90    | 2,20    | 0,60   | 0,20   | 14,50  |
| 2020-2021 | Sacramento   | 58     | 58     | 36,2   | 49,7  | 39,1   | 83,0 | 6,60    | 3,50    | 0,70   | 0,20   | 16,10  |
| 2021-2022 | Sacramento   | 77     | 77     | 33,6   | 46,9  | 39,4   | 82,6 | 5,60    | 2,40    | 0,70   | 0,20   | 16,40  |
| 2022-2023 | Sacramento   | 82     | 82     | 32,5   | 47,3  | 37,4   | 84,7 | 4,50    | 1,60    | 0,70   | 0,10   | 15,00  |
| 2023-2024 | Sacramento   | 82     | 82     | 29,0   | 47,4  | 38,7   | 80,1 | 3,00    | 1,20    | 0,70   | 0,10   | 12,20  |
| 2024-2025 | San Antonio  | 82     | 82     | 27,2   | 50,8  | 43,3   | 80,9 | 3,80    | 1,70    | 0,50   | 0,20   | 12,30  |
| Carrière  | Carrière     | 993    | 932    | 31,2   | 46,0  | 38,5   | 81,0 | 4,80    | 1,80    | 0,70   | 0,20   | 13,90  |

Dernière mise à jour le 14 août 2025

#### Playoffs
| Saison   | Équipe       | Matchs | Titul. | Min./m | % Tir | % 3pts | % LF | Rbds/m. | Pass/m. | Int/m. | Ctr/m. | Pts/m. |
| -------- | ------------ | ------ | ------ | ------ | ----- | ------ | ---- | ------- | ------- | ------ | ------ | ------ |
| 2013     | Golden State | 12     | 12     | 38,4   | 44,4  | 36,5   | 85,7 | 6,42    | 1,25    | 0,58   | 0,42   | 16,08  |
| 2014     | Golden State | 7      | 0      | 22,2   | 39,6  | 38,1   | 56,2 | 4,00    | 1,14    | 0,14   | 0,43   | 7,86   |
| 2015     | Golden State | 21     | 21     | 32,4   | 44,0  | 35,5   | 73,5 | 5,24    | 1,52    | 0,81   | 0,52   | 10,62  |
| 2016     | Golden State | 24     | 23     | 30,9   | 38,5  | 34,2   | 76,5 | 4,67    | 1,25    | 0,71   | 0,17   | 9,00   |
| 2023     | Sacramento   | 7      | 7      | 28,1   | 41,7  | 24,0   | 73,1 | 3,40    | 0,70    | 1,10   | 0,30   | 10,70  |
| Carrière | Carrière     | 71     | 63     | 31,5   | 41,9  | 34,3   | 75,2 | 4,90    | 1,30    | 0,70   | 0,40   | 10,70  |

Dernière mise à jour le 30 juin 2023

## Records sur une rencontre en NBA
Les records personnels d'Harrison Barnes en NBA sont les suivants, :
| Type de statistique        | Saison régulière | Saison régulière            | Saison régulière | Playoffs | Playoffs               | Playoffs      |
| Type de statistique        | Record           | Adversaire                  | Date             | Record   | Adversaire             | Date          |
| -------------------------- | ---------------- | --------------------------- | ---------------- | -------- | ---------------------- | ------------- |
| Points                     | 39               | @ Warriors de Golden State  | 25 janvier 2024  | 26       | Spurs de San Antonio   | 12 mai 2013   |
| Paniers marqués            | 14               | @ Warriors de Golden State  | 25 janvier 2024  | 10       | 2 fois                 | 2 fois        |
| Paniers tentés             | 28               | Clippers de Los Angeles     | 2 décembre 2018  | 26       | Spurs de San Antonio   | 12 mai 2013   |
| Paniers à 3 points réussis | 8                | @ Trail Blazers de Portland | 20 octobre 2021  | 5        | @ Nuggets de Denver    | 30 avril 2013 |
| Paniers à 3 points tentés  | 12               | 2 fois                      | 2 fois           | 10       | @ Nuggets de Denver    | 30 avril 2013 |
| Lancers francs réussis     | 13               | Suns de Phoenix             | 11 mars 2017     | 7        | Spurs de San Antonio   | 12 mai 2013   |
| Lancers francs tentés      | 14               | 4 fois                      | 4 fois           | 7        | Spurs de San Antonio   | 12 mai 2013   |
| Rebonds offensifs          | 6                | Hawks d'Atlanta             | 1er mars 2016    | 6        | Cavaliers de Cleveland | 14 juin 2015  |
| Rebonds défensifs          | 12               | @ Clippers de Los Angeles   | 25 décembre 2014 | 9        | 2 fois                 | 2 fois        |
| Rebonds totaux             | 15               | Jazz de l'Utah              | 22 octobre 2021  | 12       | 2 fois                 | 2 fois        |
| Passes décisives           | 8                | 3 fois                      | 3 fois           | 4        | 2 fois                 | 2 fois        |
| Interceptions              | 4                | 5 fois                      | 5 fois           | 2        | 8 fois                 | 8 fois        |
| Contres                    | 2                | 10 fois                     | 10 fois          | 2        | 2 fois                 | 2 fois        |
| Balles perdues             | 6                | 3 fois                      | 3 fois           | 5        | Grizzlies de Memphis   | 13 mai 2015   |
| Minutes jouées             | 49               | Grizzlies de Memphis        | 20 novembre 2013 | 53       | @ Spurs de San Antonio | 6 mai 2013    |

- Double-double : 44 (dont 3 en playoffs)
- Triple-double : 0

Dernière mise à jour : 21 novembre 2024

## Salaires
| Année       | Équipe       | Salaire       |
| ----------- | ------------ | ------------- |
| 2012-2013   | Golden State | 2 798 040 $   |
| 2013-2014   | Golden State | 2 923 920 $   |
| 2014-2015   | Golden State | 3 049 920 $   |
| 2015-2016   | Golden State | 3 873 398 $   |
| 2016-2017   | Dallas       | 22 116 750 $  |
| 2017-2018   | Dallas       | 23 112 004 $  |
| 2018-2019   | Sacramento   | 24 107 258 $  |
| 2019-2020   | Sacramento   | 24 147 727 $  |
| 2020-2021   | Sacramento   | 22 215 909 $  |
| 2021-2022   | Sacramento   | 20 284 091 $  |
| 2022-2023   | Sacramento   | 18 352 273 $  |
| Total Gains | Total Gains  | 166 981 290 $ |
| 2023-2024   | Sacramento   | 17 000 000 $  |
| 2024-2025   | Sacramento   | 18 000 000 $  |
| 2025-2026   | Sacramento   | 19 000 000 $  |